# 木槿
木槿是锦葵科木槿属開花植物。原產於中國中南、東南地區，後引至亚洲大部份地區在內的他處，廣爲種植。因收集自叙利亚花園，得种加词[syriacus] 错误：{{Lang}}：文本有斜体标记（帮助）。韓國又稱無窮花（：／ mugunghwa），作为国花出现於国徽、國歌。

## 特徵
木槿是耐寒落葉灌木。樹木直立，呈花瓶狀，高2—4公尺，有大喇叭形花，雄蕊呈白色而黃色尖端突出。花通常呈粉色，也可呈近乎紫色的深粉、淺粉、白色。單朵花壽命短，僅開一天，但灌木能新生長出許多芽，從而在漫長的夏季花期內大量開花。木槿對空氣污染、高溫、潮溼、貧瘠、乾旱的耐受性很強。木槿在許多郊區很好地歸化，甚至可能視爲輕度入侵物种。

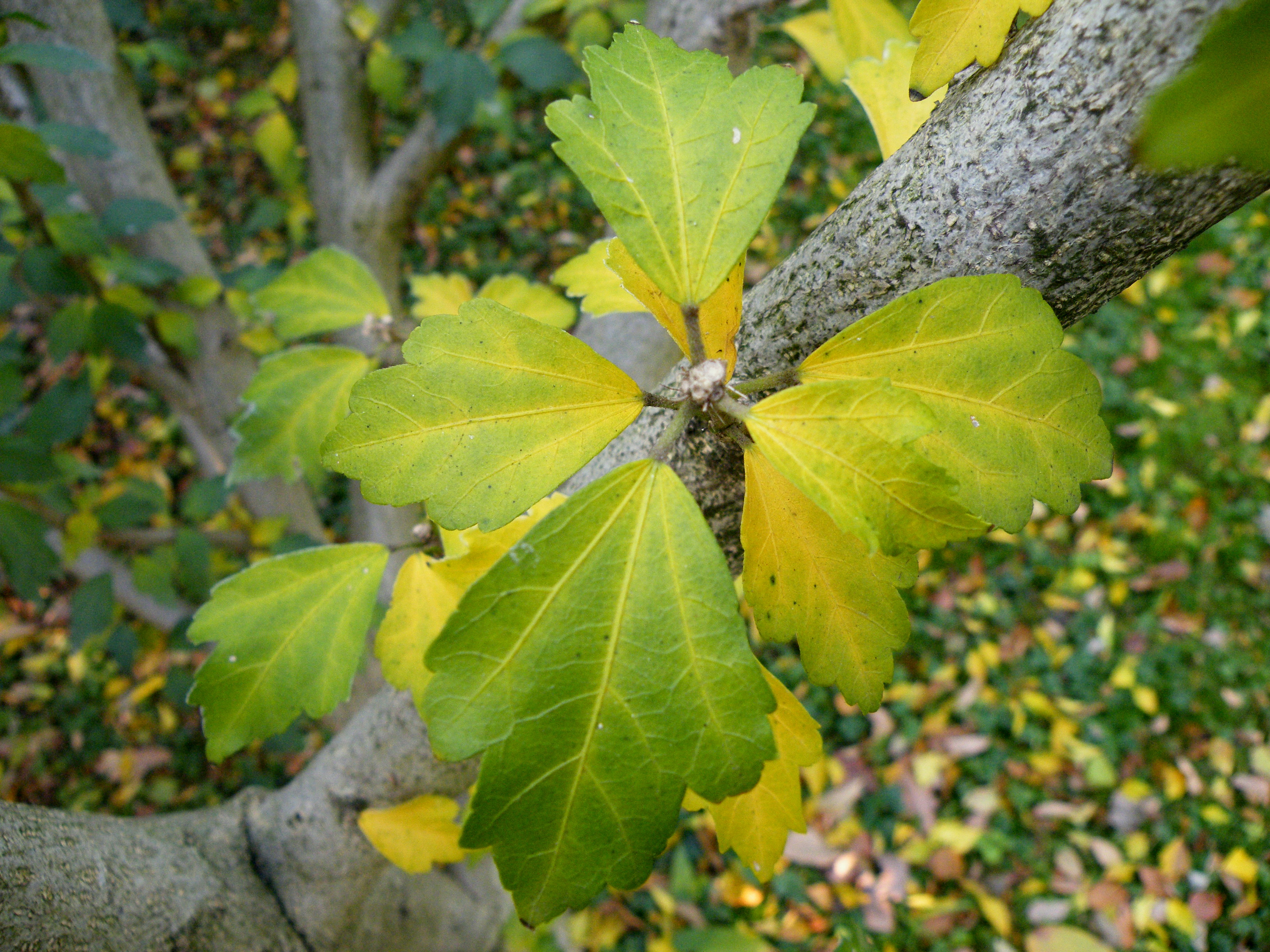
葉

### 生長
枝細而灰白，呈白色小齒狀，有凸起的葉疤痕和小芽。無修剪則莖和樹枝分支不會太多，許多長而直的莖從距地約1.5—4公分處長出，從而使灌木整體呈花瓶形狀。五月才長葉，通常呈綠色或淡黃綠色，互生，卵形或卵狀菱形，三淺裂，邊緣呈粗糙鋸齒狀。

### 花

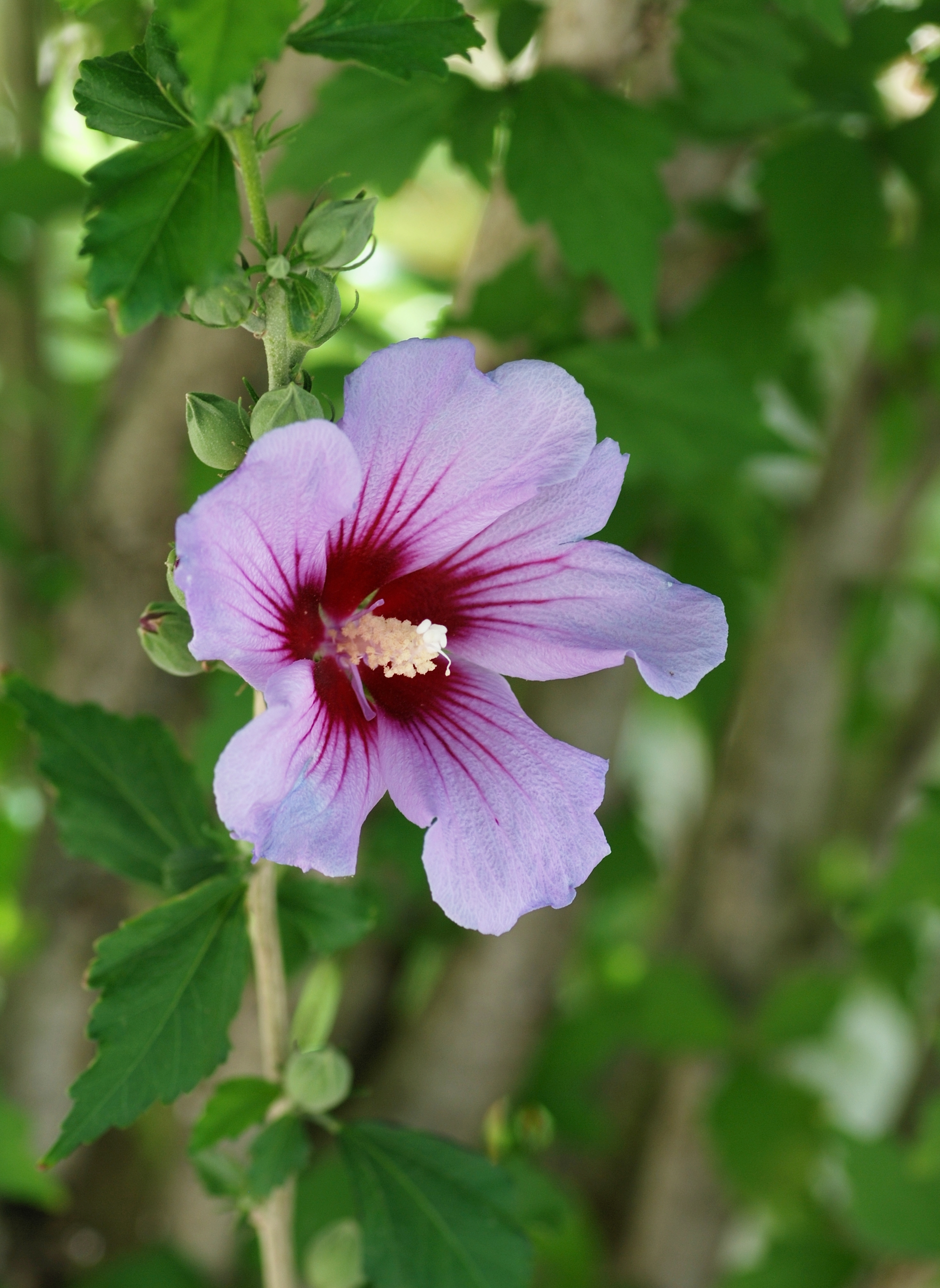
藍鳥（Oiseau Bleu）

木槿有五瓣花（直徑可至7.5公分），而呈白、紅、紫、淡紫、堇紫或藍色的純色，或有不同色喉的雙色花，因品種而異。從這五個花瓣基部伸出的是雌蕊，雄蕊環繞在雌蕊外圍。這些基本特徵使木槿及許多變種有與眾不同的形式。木槿通常七至九月每晚連續開花。成熟後，柔軟的莖在大量夏季花朵的負載下變重，並彎曲到地面的一半。

### 果實、種子
大多數現代品種不結果。結果者果實呈綠或棕色，為五瓣裂開的蒴果，某些較老的品種果實會宿存在樹上過冬。果實在休眠期結束後，會將易於發芽的種子散佈在親本植物的基部附近，隨時間形成群落。

## 種植
儘管秋天也可以觀賞，修剪不當會生硬難看，但仍然是流行的觀賞灌木，有很多品種。成年植株可以耐多種不良條件，包括霜凍、乾旱、城市污染等。但溫暖、有遮蔽、土壤呈中性而排水良好、陽光充足的環境結果最好。

### 繁殖
木槿很容易繁殖。使用種子繁殖時，後代會產生變異，植株和親本的性狀會有所不同。亦可以使用壓條、扦插等方式來複製原始植株。

### 病蟲害
木槿老灌木可能患最終致命的樹幹萎縮病。木槿對葉斑、枯萎病、鏽病和潰瘍病較敏感。有時會招日本金龜子、粉蝨、蚜虫。若無控制，日本金龜子會嚴重破壞樹葉。

### 種類
以下品種獲得了英國皇家园艺学会的園林優異獎： 
- Blue Chiffon='Notwood3'[16]（花藍色，半重瓣）
- 'Diana'[17]（花白色，單瓣）
- 'Hamabo'[18]（花淡粉色，紅心）
- Lavender Chiffon='Notwoodone'[19]（花淡紫丁香色）
- 'Meehanii'[20]（花粉色，斑葉）
- 'Oiseau Bleu'[21]（花藍紫色，栗心）
- 'Red Heart'[22]（花白色，紅心）
- White Chiffon='Notwoodtwo'[23]（花白色，重瓣）
- 'William R. Smith'[24]（花白色，單瓣）
- 'Woodbridge'[25]（花深粉色）

## 歷史文化

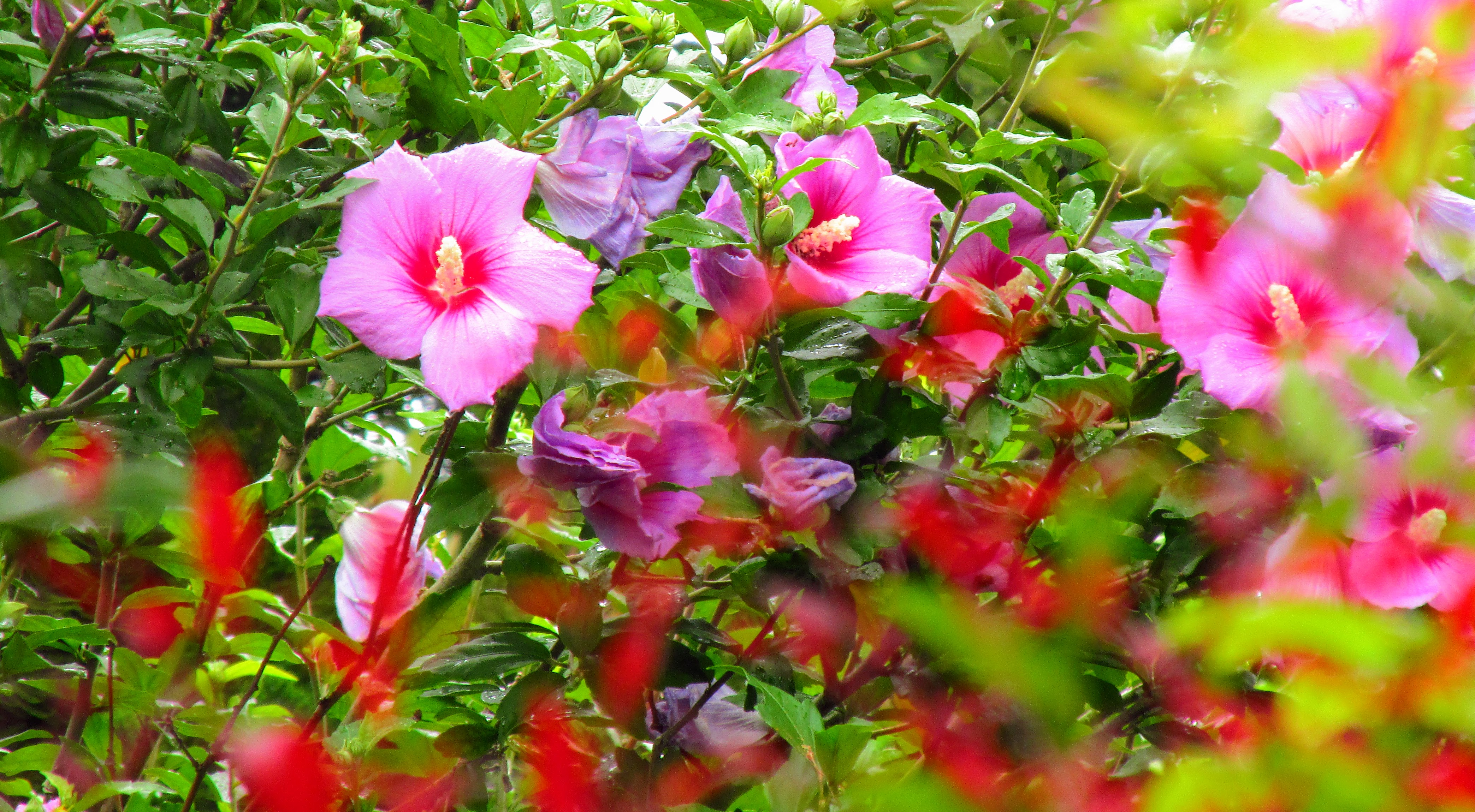
8世紀起，木槿常種植於日本庭園

木槿自古即用作花園灌木，葉可入茶，花可食。早在16世紀，就引入欧洲花園種植，不過直至1629年，約翰·帕金森都認爲木槿嬌嫩，大力保護，認爲「冬天不蓋住不能倖存，園外亦然，欲其倖存，需置於室內大鍋、大盆，或是溫暖的地窖」。至17世紀末，有人知道木槿耐寒：吉布森描述阿靈頓勳爵倫敦居所時指出，有六個大陶罐籠罩「樹蜀葵」，「在地上長得足夠好」。至18世紀，木槿常見於英式庭園與北美殖民地。

### 朝开暮落
中国古代典籍《诗经》称木槿为舜，与“瞬”同源，指其花期极为短暂。中国古代文学中，朝开暮落的木槿花常常作为世事沧桑或红颜易老的象征。

### 国花

韓國總統旗，木槿花兩側有凤凰

木槿花在韓國又稱無窮花，作为國花出现在國徽上，國歌中也有提及。木槿花用於韓國各種徽章，韓國人普遍視之爲韓民族與文化的傳統象徵。

## 延伸阅读
- . 欽定古今圖書集成.
- Bailey, L. H. . Project Gutenberg Literary Archive Foundation. 2005  [2021-03-13]. （原始内容存档于2020-11-17）.
- Curtis, William. . Project Gutenberg Literary Archive Foundation. 2006  [2021-03-13]. （原始内容存档于2020-11-17）.

## 外部連結
- Plants For A Future: Hibiscus syriacus（页面存档备份，存于）
- How to Grow a Rose of Sharon（页面存档备份，存于）
- 木槿 Mujin（页面存档备份，存于） 藥用植物圖像數據庫 (香港浸會大學中醫藥學院) （繁體中文）（英文）